# Bouthéon

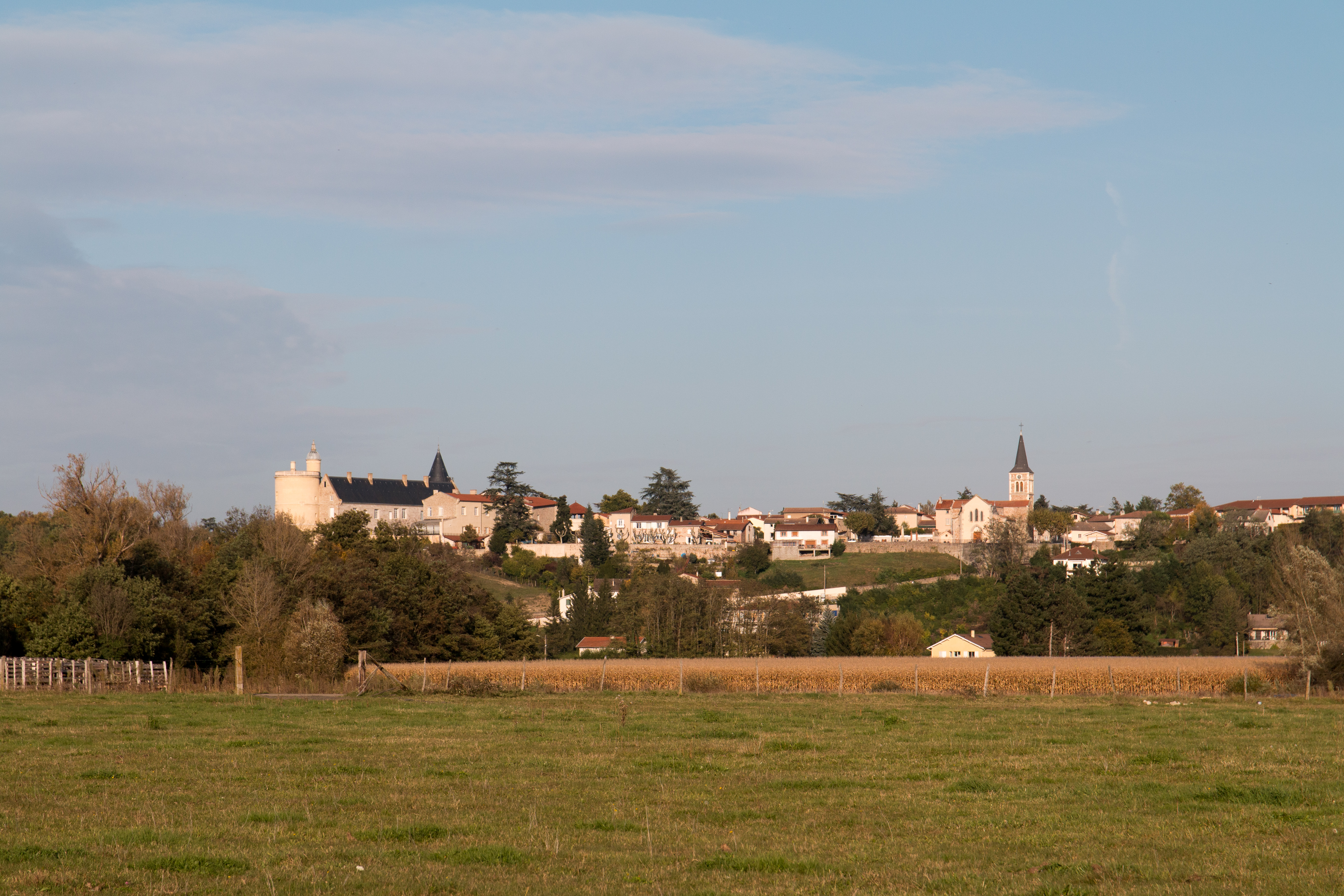
Bouthéon

Bouthéon is een voormalige gemeente in het Franse departement Loire. In 1965 fuseerde de gemeente met buurgemeente Andrézieux en werd de gemeente Andrézieux-Bouthéon opgericht.

## Geografie

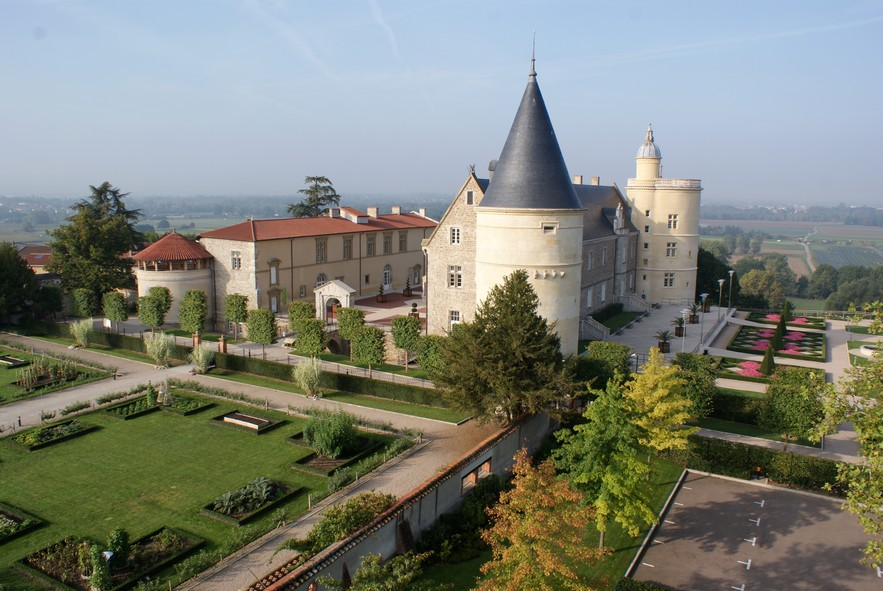
Kasteel van Bouthéon

De gemeente had een oppervlakte van 11,9 km². Bouthéon ligt op de rechteroever van de Loire in het zuiden van de vlakte van Forez.

## Bevolking
Voor de fusie telde Andrézieux 956 inwoners (1962), terwijl de fusiegemeente er 3.531 telde.
In 1830 telde de gemeente 900 inwoners, in 1911 912 inwoners.
Na de fusie volgde een sterke bevolkingsgroei met de bouw van nieuwe woonwijken.

## Geschiedenis

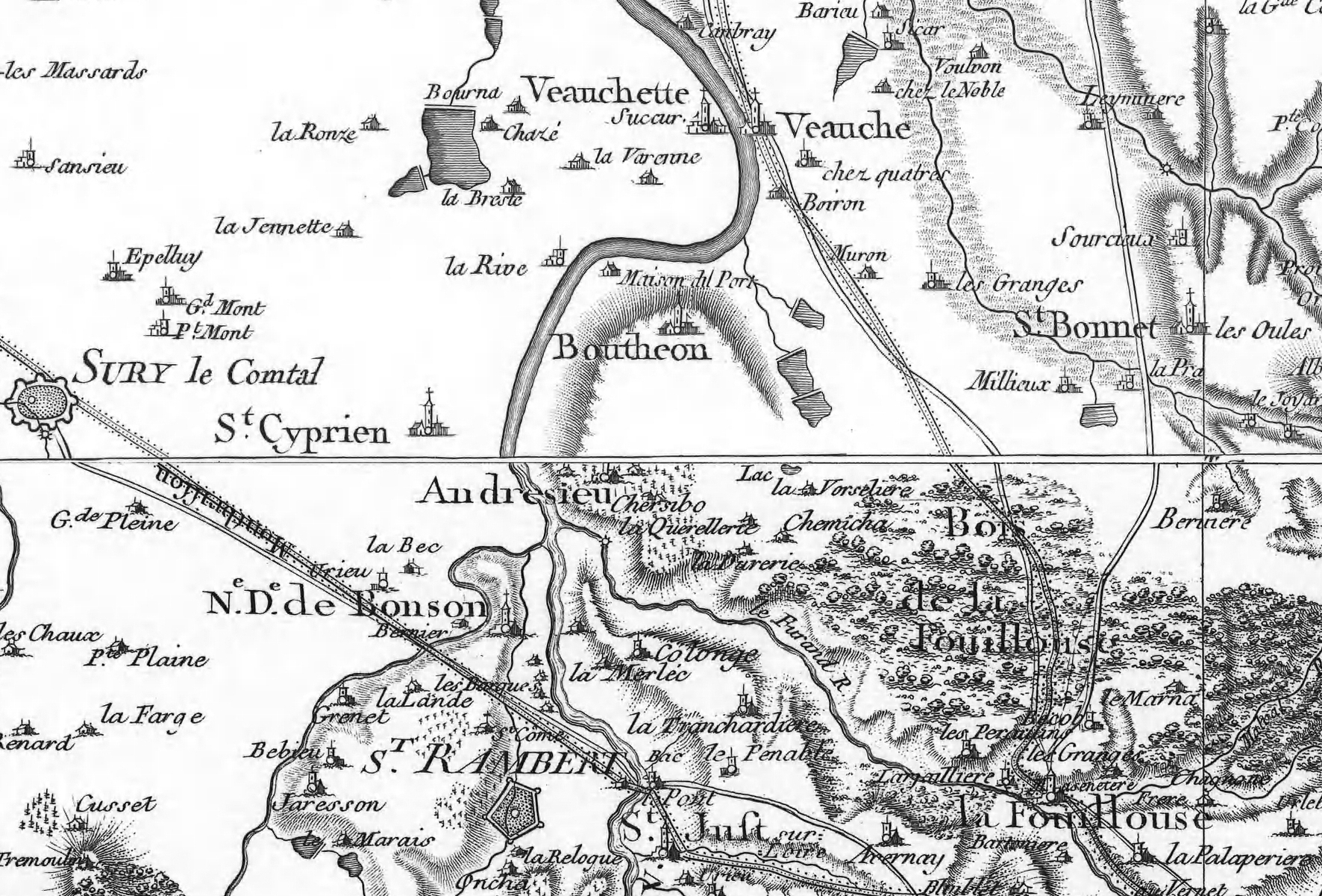
Cassinikaart uit de 18e eeuw

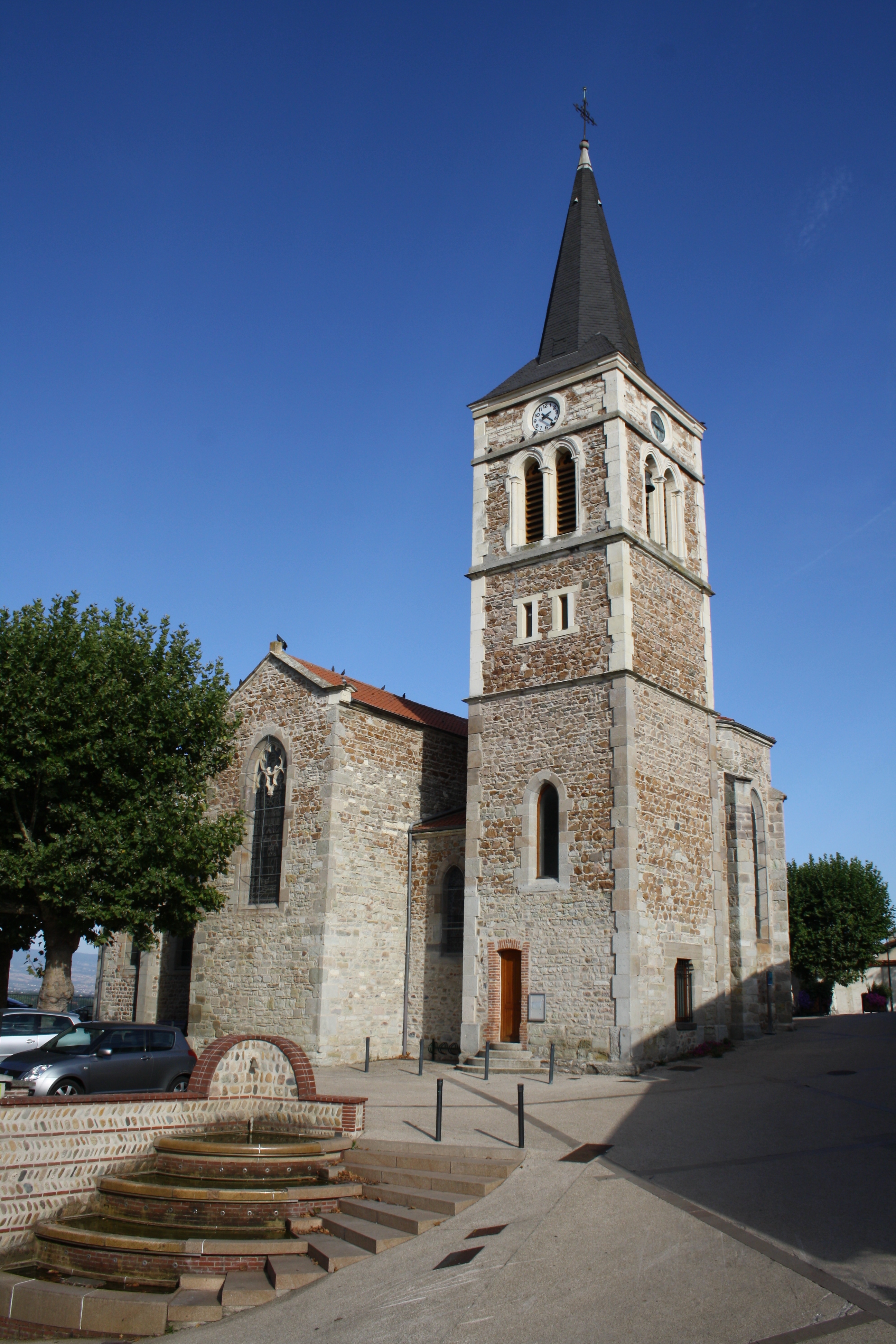
Kerk Saint-Laurent

Bouthéon werd voor het eerst genoemd in 1115. De plaats werd gebouwd rond een kasteel en een kerk op een heuvel boven de Loire. De plaats werd versterkt met een muur en torens. Het kasteel was van de 13e tot de 15e eeuw eigendom van de graven van Forez. In november 1790 was er zware schade in Bouthéon door een overstroming van de Loire.
In de 19e eeuw werden nieuwe wegen aangelegd en kwam er een spoorweg. In 1823 werd Andrézieux afgesplitst van Saint-Cyprien aan de overkant van de Loire en aangehecht bij Bouthéon. In 1830 werd Andrézieux een zelfstandige gemeente. In tegenstelling tot die buurgemeente, die groeide door haar rivierhaven, de spoorweg en de komst van industrie, bleef Bouthéon een landbouwdorp en groeide de bevolking nauwelijks. In 1954 was nog 30% van de bevolking actief in de landbouw en werd 90% van het grondgebied gebruikt voor de landbouw. In 1965 volgde de fusie met Andrézieux.

## Erfgoed
De 13e-eeuwse kerk werd in 1861 vervangen door een nieuwe kerk. De stadsmuur verdween in de loop der jaren. De laatste toren van de stadsmuur stortte in de 20e eeuw in. Wel bleef een stadspoort bewaard, de Porte impériale. Ook het kasteel bleef bewaard, al onderging het in de loop der eeuwen verschillende veranderingen.